# Науиокайтис, Витас-Иокубас Иокубович
Витас-Иокубас Иокубович Науиокайтис — советский литовский хозяйственный деятель, Герой Социалистического Труда.

## Биография
Родился в 1931 году в Кубартае. Член КПСС с 1961 года.
Окончил Каунасский политехнический университет.
В 1949-1962 — электрослесарь, бригадир электрослесарей по сборке электродвигателей, в 1962-1991 — начальник цеха опытно-механического завода «Апвия» Министерства тяжёлой промышленности СССР.
Указом Президиума Верховного Совета СССР от 28 мая 1960 года присвоено звание Героя Социалистического Труда с вручением ордена Ленина и золотой медали «Серп и Молот».
Депутат Верховного Совета Литовской ССР 8-го созыва. 
Жил в Каунасе. 

## Награды и звания
- Герой Социалистического Труда (28.05.1960)
- Орден Ленина (28.05.1960)